# 奧古斯丁·華盛頓

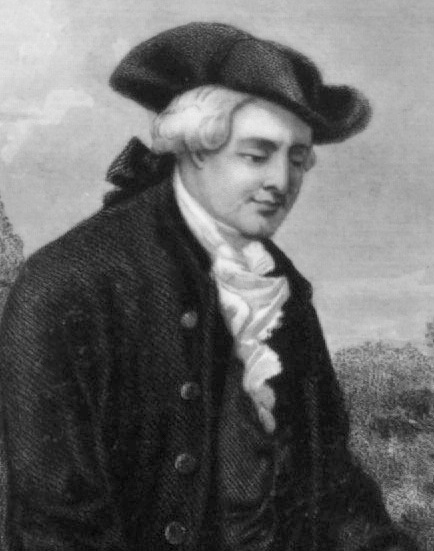
奧古斯丁·華盛頓

奧古斯丁·華盛頓（英語： 1694年11月12日—1743年4月12日）生于英属北美殖民地弗吉尼亚威斯特摩兰县，美国农场主、奴隶主，美国首任总统乔治·华盛顿的父亲。他的祖父约翰·华盛顿于1657年从英国北安普敦郡苏尔格雷夫的祖屋作为华盛顿纪念馆保留至今。夫人玛丽·鲍尔·华盛顿。